# Porosz–osztrák–olasz háború
Az 1866-ban lezajlott porosz–osztrák–olasz háború az a háborús konfliktus volt, amely során a poroszok az ún. „kisnémet egység” létrehozására törekedtek, sikerrel. A háborút az egyik oldalon a Porosz Királyság és annak német szövetségesei – velük az Olasz Királyság –, a másik oldalon a Osztrák Császárság és délnémet szövetségesei vívták. Az első modern háborúként is szokták emlegetni, melyben jelentős szerepet játszottak haditechnikai újdonságok, mint a hátultöltős ismétlőpuskák, vasút, telegráf, propaganda, valamint ekkor ténykedett először a hadszíntéren a Vöröskereszt.

## Előzményei
1864-ben tört ki a porosz–osztrák–dán háború (más néven második a schleswig-holsteini háború), melynek során a poroszok kiismerték osztrák szövetségesük haderejét, és annak gyengeségeit felismerve nyíltan felléptek azok „nagynémet” törekvései ellen.
Bismarck gondosan előkészítette a háborút, Oroszországot még 1863-ban lekötelezte a lengyel felkelőkkel szembeni segítséggel. III. Napóleont pedig arról győzte meg, hogy csak az északnémet tartományokat kívánja egyesíteni, valamint területi engedményeket helyezett kilátásba. Kapcsolatot keresett az olasz egységre törekvőkkel, akik 1866. április 8-án nyílt osztrákellenes szövetségre léptek vele és a magyar emigrációval is.
Papírforma szerint az Osztrák Császárság népessége és gazdasági ereje is nagyjából kétszeresen múlta felül a Porosz Királyságét, a poroszok ezért egy gyors, az Olasz Királysággal szövetségben megvívott, rövid háborúra készültek, hogy az osztrák demográfiai és gazdasági fölény ne érvényesülhessen egy elhúzódó konfliktusban.
A porosz gyalogság tűzerőben masszív fölényben volt a hátultöltős Dreyse puskáival, míg az osztrák az elöltöltő, igaz pontosabb, nagyobb lőtávolságú, de sokkal kisebb tűzgyorsaságú Lorenz-puskáival hátrányba került. Az osztrák lovasság hagyományosan klasszisokkal múlta felül a poroszt. Az osztrák tüzérség huzagolt elöltöltős lövegei szintén modernebbek és hatékonyabbak voltak a porosz sima csövű, elöltöltős ágyúknál, azonban a császári-királyi hadvezetés hibái miatt a tüzérség nem játszott döntő szerepet. A konfliktus döntő fegyverneme a gyalogság volt, melyben a porosz hadseregé a fölény, ez kiegyenlítette az osztráknál sokkal gyengébb porosz lovasság és tüzérség hiányosságait.
A háború közvetlen oka Holstein tartomány igazgatásának vitájából indult. A német államok többsége az osztrákok oldalán foglalt állást, ezért a Porosz Királyság a Német Szövetséget (Deutscher Bund) föloszlottnak nyilvánította. Június 7-én a poroszok annektálták Holsteint, ahonnan az osztrákok Csehországba húzódtak vissza. A tartomány az osztrákok felé április 12-én megszüntette a diplomáciai, 18-án pedig minden összeköttetést. Poroszország megszállta Szászországot, majd 20-án Olaszország, egy nappal később pedig Poroszország is hadat üzent az Osztrák Császárságnak.
A háborúban szinte valamennyi akkori német állam részt vett. Poroszország oldalán 13 jelentéktelen kis- és miniállam, míg Ausztria oldalán 11, köztük a Bajor Királyság, a Szász Királyság, a Württembergi Királyság és a Badeni Nagyhercegség, melyek 145 000 katonát állítottak ki az Osztrák Császárság mellett. Emiatt a német nyelvű történelmi anyagokban a porosz–osztrák ellentétből kifejlődött katonai konfliktust egyszerűen „német háborúnak” (Deutscher Krieg) nevezik.

## Lefolyása
Az olasz fronton az osztrákok Habsburg–Tescheni Albert főherceg vezetésével 1866. június 24-én a második custozzai csatában gyors győzelmet arattak II. Viktor Emánuel nagy túlerőben lévő seregei fölött. Július 20-án Wilhelm von Tegetthoff admirális vezetésével pedig Lissa szigeténél győzték le az olasz flottát, mely az első nagyobb páncélos gőzhajócsataként vonult be a történelembe.
1866 júniusában Helmuth Karl Bernhard von Moltke porosz tábornok a német vasútvonalak segítségével három hadsereget telepített az osztrák határra. Ellenük az osztrákok és a szászok Benedek Lajos táborszernagy vezetésével vonultak fel. Július 3-án a königgrätzi csatában azonban döntő vereséget szenvedtek a rosszul megválasztott taktika alkalmazása (szuronyrohamok erőltetése) és a Dreyse puskában megnyilvánuló porosz haditechnikai fölény folytán. A szerencsés körülményeknek köszönhetően azonban az osztrák seregek nem semmisültek meg teljesen, Bécs és Olmütz irányába vonultak vissza. A vereség azonban demoralizálta a hadsereget, amelyet a kolera is pusztított.
A németországi hadszíntéren a poroszok 1866. június 27-én a langensalzai csatában először vereséget szenvedtek a hannoveri hadseregtől. Ugyancsak 1866. június 27-én a Csehországban vívott náchodi ütközet porosz, a trautenaui csata viszont osztrák győzelemmel ért véget. A 25000 szász katonával támogatott 215 000 fős osztrák fősereg felett Königgrätznél aratott győzelem után a porosz hadsereg az Ausztriával szövetséges többi német állam összesen 120 000 fős, az osztrákokénál kisebb harcértékű haderejét könnyűszerrel térdre kényszerítette.
A déli fronton az olaszok ellen elért katonai győzelmek eredményei elenyésztek, mivel az osztrák főerő königgrätzi veresége nyomán Albert főherceg déli hadseregének is északra kellett vonulnia, hogy megakadályozza Bécs elfoglalását. Albert, a kiváló hadvezér megkezdte a felkészülést a háború folytatására, de a helyzet arra késztette Ferenc Józsefet, hogy kapituláljon a poroszok előtt és fegyverszünetet kérjen. Július 26-án Nikolsburgban (Mikulov) előzetes békekötés történt, augusztus 23-án pedig megkötötték a prágai békeszerződést. Az utolsó harcok Pozsony környékén (július 22.), Lamacsnál folytak.

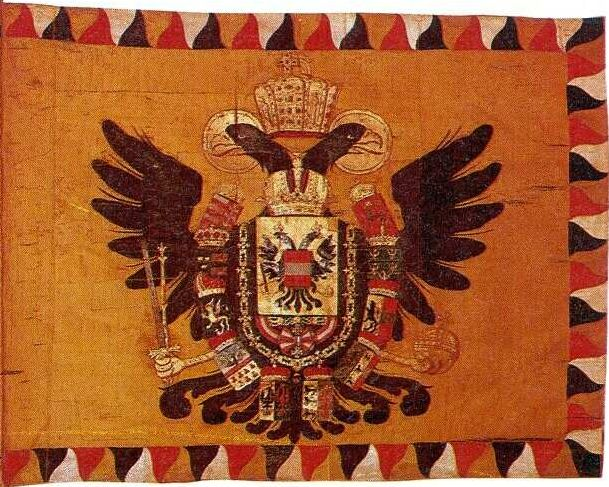
Az osztrák Császári-Királyi Hadsereg csapatzászlaja (k.k. Truppenfahne) az 1800-as évek derekán.
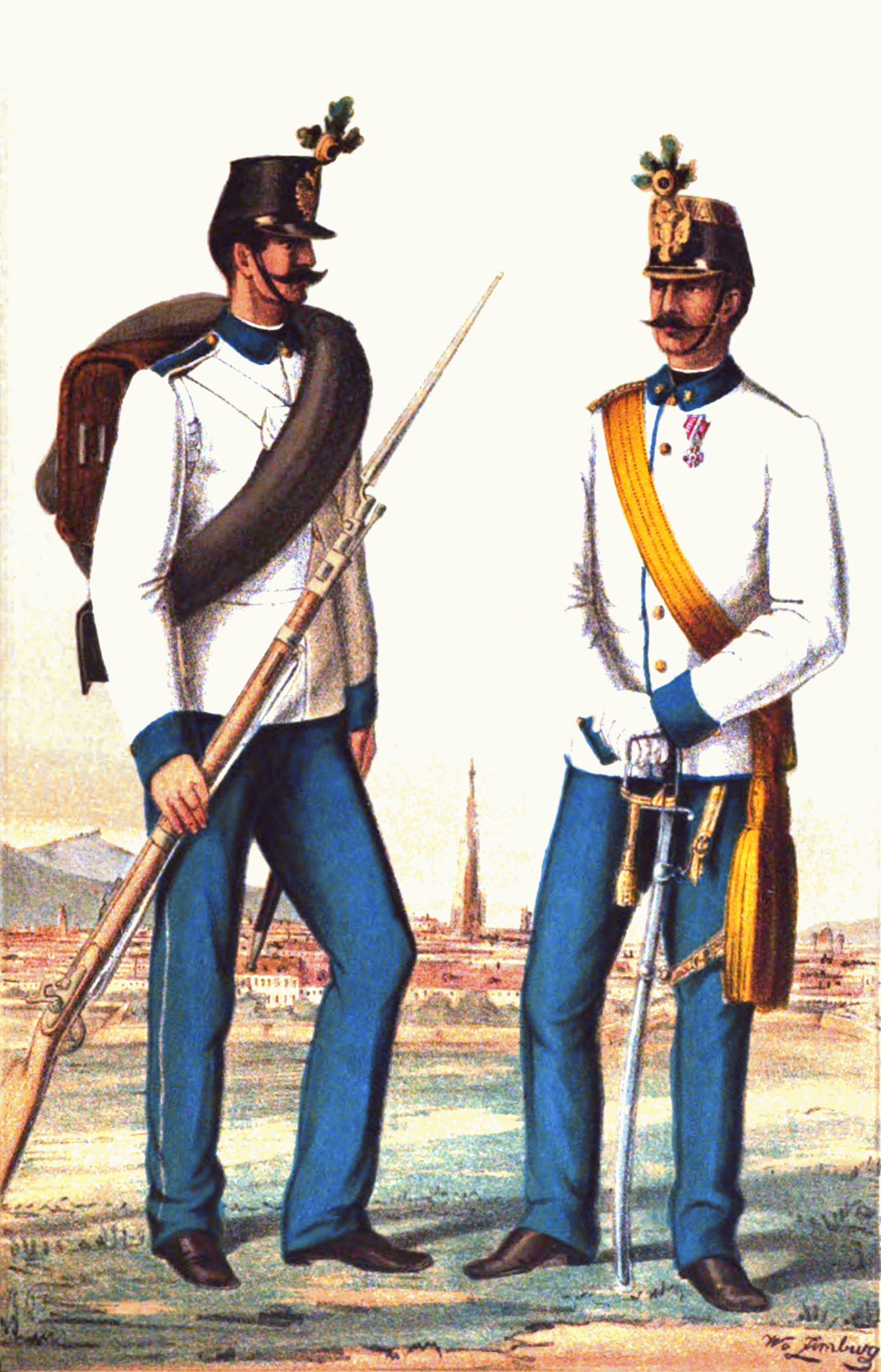
Sorgyalogos tiszt és közlegény az 1860 és 1867 között rendszeresített egyenruhában, az osztrák Császári-Királyi 4. Hoch- und Deutschmeister Gyalogezredből (k.k. Infanterie-Regiment Hoch- und Deutschmeister Nr. 4.
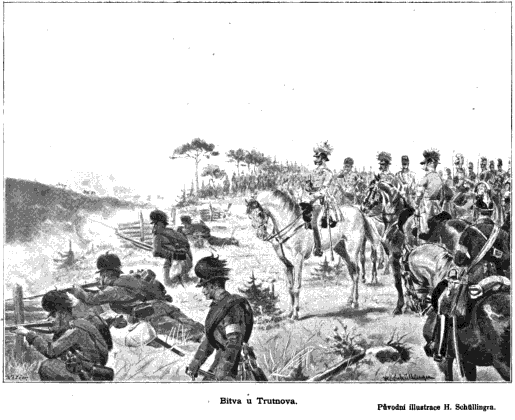
Ludwig von Gablenz császári-királyi lovassági tábornok és vezérkara az 1866. június 27-i Trautenau-i csatában. Az ütközet volt a háború egyetlen jelentős osztrák győzelme a poroszok fölött.
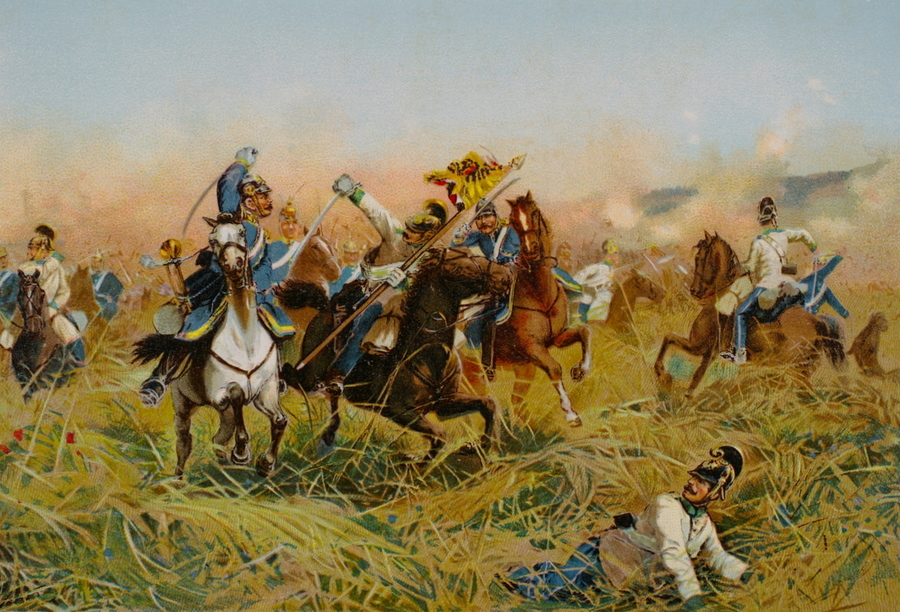
Fehér zubbonyos, tarajos sisakot viselő osztrák császári-királyi (k.k. Dragoner), és kék zubbonyos Pickelhaube típusú sisakot viselő porosz dragonyosok összecsapása a Náchod-i csatában. A háború idején az osztrák lovasság klasszisokkal múlta felül a gyengébb poroszt.

## Következményei
A déli fronton augusztus 12-én kötöttek fegyverszünetet Cormónsban, ennek értelmében az osztrákok kiürítették Velencét. Az 1866. október 3-án megkötött bécsi békeszerződés értelmében Ausztria átengedte az Olasz Királyságnak Veneto (Velence) és Friuli tartományokat. A két hatalom közötti ellentét azonban fennmaradt az első világháború kitöréséig.
1866. augusztus 23-án Prágában megkötött békeszerződésben az Osztrák Császárság a Porosz Királyság javára lemondott a német egység megvalósításáról. Átadta Holsteint és kötelezte magát 40 millió arany kárpótlás kifizetésére, melyet azonban később lecsökkentettek. Kilépett a Német Szövetségből. Szászország egységes maradt, de az új Északnémet Szövetség tagja lett. Ezen követelmények engedékenyek voltak az osztrákokra nézve, mivel Bismarck későbbi terveiben újból szövetségesként kívánt számolni az Osztrák Császársággal. Ez végül 1879-ben a kettős szövetség révén valósult meg.
1867-ben a kiegyezés nyomán létrejött az Osztrák–Magyar Monarchia. A folyamatok felgyorsulásában ezen háború elvesztése is szerepet játszott osztrák részről. A háborút kihasználva a Kossuth-emigráció megpróbálta újból fellobbantani a szabadságharc tüzét Magyarországon. A poroszok csehországi hadműveleteiben Klapka György vezetésével egy légiónyi magyar is részt vett, amely előretört a Kárpátokig, noha a hadműveletek már véget értek. A Felvidék peremén próbálkoztak megmozdulásokat szervezni a helyi lakosság fellázításával, ők azonban főleg szlovákok voltak és a korábbi évek tapasztalatai miatt nem kívánták támogatni a magyarokat. Az osztrák hadsereg is gyorsan reagált a behatolási kísérletekre. Emiatt Klapkáék egyetlen puskalövés nélkül távoztak az országból.
A következő lépés Bismarck számára a francia háború volt, de 1870-ben maga III. Napóleon üzent hadat Poroszországnak. A Francia Császárság azonban szövetségesek nélkül maradt a háborúban, így veresége elkerülhetetlen volt. 1870. szeptember 4-én kikiáltották a köztársaságot, ennek ellenére a hadműveletek folytatódtak. A megalázó fegyverszüneti feltételek miatt 1871 tavaszán Párizsban radikális felkelés tört ki, megalakult a Kommün, melyet a konzervatív „versailles-i kormány” a porosz megszálló csapatok háttértámogatásával is csak május végére tudott leverni, véres utcai harcokban. A hadi események végül 1871. január 18-án a versailles-i palotában a Német Császárság (II. Birodalom) kikiáltásával zárultak le.